# البرنسيسة بيسة (مسلسل)
البرنسيسة بيسة. مسلسل مصري، من إخراج أكرم فريد، وتأليف فاروق هاشم ومصطفى عمر.

## القصة
تدور أحداث المسلسل عن بيسة التي تفقد أهلها وهي في عمر صغير، وتقوم بتربيتها خالتها. بعد وفاة آخر عم لها، تورث قطعة أرض، فتعتبرها بمثابة طوق نجاة لها من حياتها . تعود ملكيتها لسيدة ثرية تُدعى شويكار، التي ترفض هدم المدرسة، وكذلك ترفض بيسه بيع الأرض، فيقررا التشارك في المدرسة، وتحاول بعدها شويكار التلاعب على بيسه لتعود لها ملكية المدرسة.

## الممثلون
شارك في المسلسل عددًا من الفنانين:
- مي عز الدين بدور «بيسة/سكسكة».
- بوسي بدور «شويكار».
- محمد أنور بدور «مأمون».
- أمير المصري بدور «كاظم».
- حجاج عبد العظيم بدور «مرعي».
- إيمان السيد بدور «سماح».
- حسام داغر بدور «هاني».
- سامي مغاوري بدور «المحامي خليفة».
- سليمان عيد بدور «المحامي سلامة».
- أحمد حلاوة بدور «ياسر (أبو كاظم)».
- ضياء الميرغني بدور «هيصة».
- وائل العوني (وائل السيد) بدور «سائق أتوبيس المدرسة».
- رامي فؤاد بدور «مدرس».
- ناجي سعد.
- محمد رضوان بدور «شحاتة».
- رنا رئيس  بدور «چاسمين».
- دنيا سامي بدور «إخلاص».
- آية سليم بدور «جودي».
- فيرونيكا جاويش بدور «نرمين».
- فيروز العوضي بدور «هايا».
- شيماء بشير.
- بيشوي طاهر بدور «أمن المدرسة».
- مصطفى داغر.
- مصطفى التهامي بدور «طفل».
- نور رضا بدور «طفلة».
- سيف ايهاب بدور «طفل».
- معوض إسماعيل.
- لبنى محمود بدور «عزيزة».
- مي حسن بدور «أميرة».
- حمدي حفني.
- أشرف بوزيشن.
- فاطمة كشري.
- سامر المنياوي.
- هيثم.
- شيماء السبكي.
- هاني العدوي.
- هاني عبد المعتمد.
- مدحت خيري.
- عبير الشاعر.
- يسري الملاح.
- دنيا المصري.
- محمد دسوقي.
- ممدوح عبد الخالق.
- سارة نجيب بدور «هند».
- ارينا.
- زينة.
- ليلى عز العرب «ضيفة شرف».
- محمد أسامة (أوس أوس) بدور «روبرت جمال عفيفي».
- محمد عبد السيد.
- مصطفى عمر.
- دعاء رمضان.
- جنى صلاح.
- برنسة عبد الغني (برنسة عبد الحميد).
- فلك نور.
- أحمد التهامي.
- محمد فاروق شيبا بدور «بلطجي الحارة».
- مصطفى رجب.
- منير مكرم  بدور «مصور الاستوديو».
- أحمد ثابت.
- كريم عبد الخالق.
- جميل برسوم بدور «عضو لجنة تفتيش».
- سميرة مقرون بدور «والدة الطالب تامر».
- ماجد عبدالعظيم بدور «مدرس عربي».
- طاهر أبو ليلة (طاهر فاروز) بدور «مدرس عربي - ضيف شرف».
- أحمد فتحي بدور «أبو بيسة - ضيف شرف».
- بدر صبري.
- أحمد علي المبشر.
- سارة نجيب.
- منة الفيومي.

## وصلات خارجية
- صفحة مسلسل البرنسيسة بيسة على موقع السينما.كوم